# 제학
제학(提學)은 고려시대 예문춘추관(藝文春秋館) ·예문관(藝文館) ·보문관(寶文館) ·우문관(右文館) ·진현관(進賢館)의 대제학(大提學) 아래 정3품 벼슬로, 1311년(충선왕 복위 3년) 사백(詞伯)을 고친 이름이다.
조선시대에는 예문관, 홍문관의 대제학 아래 종2품 벼슬이었다. 또한, 규장각의 으뜸벼슬로 종1품 내지 종2품 관직이었다. 대제학 이외에도 직제학 부제학이 있으며 이를 합쳐 제학이라고 칭하는 경우도 있다.